# Dienerella parilis
Dienerella parilis is een keversoort uit de familie schimmelkevers (Latridiidae). De wetenschappelijke naam van de soort werd in 1889 gepubliceerd door Rey.